# 黃象新
黃象新，福建漳州府詔安縣人，中國清朝武官官員。
乾隆五十一年，任福建水師提標前營守備，同年隨黃仕簡勦林爽文，出兵臺灣。乾隆五十二年，任福建水師提標右營遊擊。乾隆五十三年，任福建臺灣鎮澎湖協右營遊擊。乾隆五十五年，任福建臺灣鎮澎湖協副將。乾隆56年（1791年），率眾捐資重修澎湖武聖殿。后升任廣東雷瓊鎮崖州營參將。嘉慶六年，任廣東南澳鎮澄海協副將、浙江定海鎮總兵官。